# The Burning Plain
The Burning Plain —en español: «Fuego», «Corazones ardientes», «Camino a la redención» o «Lejos de la tierra quemada»— es una película dramática escrita y dirigida por Guillermo Arriaga, el guionista de Amores Perros (2000), 21 gramos (2003) y Babel (2006). Está protagonizada por Charlize Theron, Jennifer Lawrence, Kim Basinger y Joaquim de Almeida. En el debut como director de Arriaga, rueda una historia que tiene hilos de historia de varias partes trenzadas como en sus guiones anteriores. El rodaje de The burning plain comenzó en Nuevo México en noviembre de 2007, y la película se estrenó más tarde en 2008 en varios festivales, antes de su estreno oficial en 2009.

## Sinopsis
Sylvia (Charlize Theron) es una hermosa mujer que parece estar lidiando con constantes conflictos internos. Cuando un extraño la confronta con su pasado, Sylvia es lanzada a un viaje que la conecta con personajes muy dispares: una joven huérfana que vive feliz en México junto a su padre, hasta que un trágico accidente lo cambia todo; Mariana (Jennifer Lawrence) y Santiago (J.D. Pardo), quienes se enamoran tras la repentina muerte de sus padres; y Gina (Kim Basinger) quien se embarca en un apasionado juego que pondrá a Sylvia y a los demás frente al poder explosivo del amor prohibido.

## Reparto
| Actor              | Personaje          |
| ------------------ | ------------------ |
| Charlize Theron    | Sylvia             |
| Kim Basinger       | Gina               |
| Jennifer Lawrence  | Mariana            |
| Joaquim de Almeida | Nick Martínez      |
| John Corbett       | John               |
| Robin Tunney       | Laura              |
| Brett Cullen       | Robert             |
| Danny Pino         | Santiago Martínez  |
| José María Yazpik  | Carlos             |
| J.D. Pardo         | Joven Santiago     |
| Tessa Ia           | María Martínez     |
| Rachel Ticotin     | Ana                |
| Diego J. Torres    | Cristóbal Martínez |
| Rafael Hernández   | Dr. Armendariz     |

## Producción
The burning plain está escrita y dirigida por Guillermo Arriaga en su debut directoral después de escribir los guiones para las películas del director Alejandro González Iñárritu Amores Perros (2000), 21 gramos (2003) y Babel (2006). Arriaga dijo que él quería escribir un libreto y dirigirlo personalmente después de 11 años de escribir guiones. El director-escritor describió la premisa, "Hay historias de amor muy intensas aquí que toman lugar en diferentes tiempos y espacios, con personajes que tratan de encontrar los poderes curativos del amor, el perdón y la redención". Arriaga escribió la historia de The Burning Plain para trenzar hilos de varias historias. La película fue financiada por 2929 Productions y Constantini Films, y The Weinstein Company compró los derechos de distribución de The Burning Plain en Latinoamérica. La película tuvo un presupuesto por debajo de los 20 millones de dólares. The Burning Plain se comenzó a rodar en Nuevo México el 5 de noviembre de 2007. Otra parte del rodaje tomó lugar en Portland y Depoe Bay en Oregón.

## Estreno
Fue presentada en el Festival Internacional de Cine de Toronto en el mes de septiembre de 2008.
Fue presentada en el Festival de Cine de Savannah, que fue del 25 de octubre al 1 de noviembre.
Es un candidato de la competición internacional del 65to Festival Internacional de Cine de Venecia.
The Burning Plain fue estrenada el 18 de septiembre de 2009.

## Recepción
The burning plain ha recibido reseñas regulares de los críticos. En la reseña de Rotten Tomatoes se reportó un 32% de comentarios positivos, basada en 60 comentarios. En otra reseña, Metacritic reportó un 45% de comentarios positivos, basada en 18 comentarios. De los comentarios más positivos, David Gritten, escribiendo para The Daily Telegraph, decidió que la película «tiene todas las credenciales correctas: es seria y dramática, con temas universales y una variedad de buenas actuaciones». Wendy Ide escribió para The Times que la película es una «historia de vidas elegantemente estructurada enlazadas con tragedia y sentimiento de culpa». Ide también exaltó la actuación de Theron y concluyó que es una «producción de calidad». De acuerdo a la compañía de publicidad Time Out, «Arriaga ha dado un debut entretenido y convincente que se mantiene fiel a sus intereses precedentes».

### Taquilla
La película recaudó $58,749 en su primer fin de semana en Norteamérica. A partir del 30 de noviembre de 2009, ha recaudado $200,399 domésticamente y ha recaudado un total de $4,456,346 en todo el mundo. En general se puede decir que a pesar de ser considerada como una buena producción desde el punto de vista crítico tuvo una recepción discreta en el público.